# John Hargrave
John Gordon Hargrave (Pseudonym: White Fox; * 6. Juni 1894 in Midhurst, West Sussex, England; † 21. Dezember 1982 in London) war ein britischer Zeichner, Autor und Politiker. Während seines Lebens übte er verschiedene Berufe aus, unter anderem war er auch als Erfinder und Geistheiler tätig.
Die stärksten Nachwirkungen hatten aber die von Hargrave gegründeten Bewegungen: 1920 verließ er mit der Kindred of Kibbo Kift die englische Pfadfinderbewegung. Aus Kibbo Kift entstanden Anfang der 1930er Jahre zunächst die Green Shirts, die wenig später ihren Namen in Social Credit Party of Great Britain and Northern Ireland änderten.

## Leben
John Hargrave wurde am 6. Juni 1894 in Midhurst, Sussex geboren. Schon früh zeigte er großes künstlerisches Talent. Bereits mit zwölf Jahren arbeitete er als Zeichner und illustrierte unter anderem Bücher von John Buchan. 1911 erhielt er mit siebzehn Jahren einen Vertrag als Chefkarikaturist bei der London Evening Times.
Bereits 1908 war Hargrave der gerade entstehenden Pfadfinderbewegung beigetreten. In deren Zeitschriften veröffentlichte er zahlreiche Artikel über das Waldläufertum, die auf seinen Jugenderfahrungen im Lake District und der Lektüre von Büchern des nordamerikanischen Woodcraft-Gründers und Autors Ernest Thompson Seton  aufbauten. Seine Artikel zeichnete er mit dem Pseudonym White Fox (Weißer Fuchs). Er stieg schnell innerhalb der Pfadfinderhierarchie auf und wurde, nachdem er als Invalide aus dem Ersten Weltkrieg zurückgekehrt war, 1916 von Robert Baden-Powell zum Commissioner for Woodcraft and Camping (Beauftragter für Waldläufertum und Zeltlager) ernannt. Zeitweise wurde er als möglicher Nachfolger Baden-Powells an der Spitze der britischen Pfadfinder gehandelt.
Die erlebten Grausamkeiten des Ersten Weltkrieges (Hargrave war Teilnehmer der Schlacht von Gallipoli) hatten den Pazifismus Hargraves, der aus eine Quäkerfamilie kam, noch deutlich verstärkt. Als Antwort auf den zunehmenden Militarismus und Nationalismus der Industriegesellschaft wie der britischen Pfadfinder veröffentlichte er 1919 das Buch The Great War Brings It Home, das sehr zwiespältig aufgenommen wurde. 1920 kam es deshalb zum Bruch: Hargrave wurde aus der Pfadfinderbewegung ausgeschlossen und gründete die Kindred of Kibbo Kift. Zeitgleich wurden seine Bücher ins Deutsche und Tschechische übersetzt und breit von Jugendlichen rezipiert. So erschien etwa The Wigwam Papers, englisch 1916, acht Jahre später auf Tschechisch (Listy z wigwamu, ins Tschechische von Milos Seifert, Prag 1924).
Kibbo Kift war im Gegensatz zur Pfadfinderbewegung kein Jugendverband, sondern hatte Mitglieder aus allen Altersgruppen. Hargrave war der charismatische und autokratische Führer der Bewegung. Er sah in der Organisation ein geeignetes Werkzeug, um eine „neue Zivilisation“ zu schaffen und den Weltfrieden zu erreichen. Dazu beitragen sollten das gemeinschaftliche Leben in der Natur, sportliches und kreatives Tun, Naturkunde und das Erlernen von handwerklichen Fertigkeiten. Ein Schwerpunkt lag für Hargrave in der Wiedereinführung von Symbol und Ritual in das Alltagsleben. Auf phantasievolle Weise ließ Hargrave Vor- und Frühgeschichte in Zeltlagern und Wanderungen nacherleben, auch unter Verwendung von Setons Indianer-Pädagogik.
Nachdem Hargrave 1920 geheiratet hatte, veröffentlichte er mehrere Romane, um den Lebensunterhalt seiner Familie sicherzustellen. Im Gegensatz zu seinen bisherigen Büchern, die sich hauptsächlich mit dem Waldläufertum beschäftigten, waren diese Bücher sehr erfolgreich und wurden zu Bestsellern.
1923 traf Hargrave mit Clifford Hugh Douglas zusammen. Von der Idee des Social Credit war er schnell begeistert und integrierte sie in das Programm von Kibbo Kift. Sein endgültiges Weltbild und Programm veröffentlichte er 1927 in The Confession of the Kibbo Kift.
Schließlich wandelte Hargrave Kibbo Kift in eine uniformierte paramilitärische Organisation um, das Green Shirt Movement for Social Credit. Daraus entstand 1935 die Social Credit Party of Great Britain and Northern Ireland. Trotz einiger regionaler Erfolge konnte die Partei keinen wesentlichen Einfluss erlangen. Hargrave selbst kandidierte 1950 für das Unterhaus, erhielt aber nur 551 Stimmen.
Gegen Ende der 1930er Jahre wandte Hargrave sich zeitweise der Technik zu. Angeregt durch einen Traum entwickelte er ein automatisches Navigationssystem für Flugzeuge, dessen Entwurf die Fachleute zwar überzeugte, aber wegen der mit dem Zweiten Weltkrieg verbundenen Einschränkungen nicht ausgeführt wurde. Erst 1967 erinnerte sich Hargrave wieder an sein Patent, als er einen Zeitungsbericht über das Navigationssystem der Concorde las. Ein neunjähriger Rechtsstreit um die Urheberschaft begann, an dessen Ende 1976 zwar die Anerkennung Hargraves als Erfinder stand, er aber keine finanzielle Entschädigung für die Nutzung erhielt.
1940 schuf Hargrave mit Words Win Wars ein Auftragswerk für das Informationsministerium. Nach dem Ende des Zweiten Weltkriegs versuchte Hargrave die Social Credit Party wieder zu beleben, hatte damit aber wenig Erfolg; sie wurde 1951 aufgelöst. Hargrave betätigte sich weiterhin als Schriftsteller und stellte 1952 das Lexikon The Paragon Dictionary zusammen. Er wurde zu einer anerkannten Autorität zu Leben und Werk des Wissenschaftlers und Mystikers Paracelsus. Einige Jahre praktizierte Hargrave als Geistheiler.
Noch geschwächt von den Nachwirkungen des langen Prozesses starb Hargrave am 21. Dezember 1982 in London.

## Werke
- Lonecraft (1913)
- At Sulva Bay (1916)
- The Wigwam Papers (1916)
- The Totem Talks (1918)
- Tribal Training (1919)
- The Great War Brings It Home (1919)
- The Boys' Book of Signs and Symbols (1920)
- The Adventures of Raven Trail (1920)
- Harbottle (1924)
- Young Winkle (1925)
- And Then Came Spring (1926)
- The Pfenniger Failing (1927)
- The Confession of the Kibbo Kift (1927)
- The Imitation Man (1931)
- Summer Time Ends (1935)
- The Alberta Report (1937)
- Professor Skinner Alias Montague Norman (1939)
- Words Win Wars (1940)
- Social Credit Clearly Explained (1945)
- The Life And Soul Of Paracelsus (1951)
- The Inkreadible Adventures of Inky Fido (1951)
- The Paragon Dictionary (1952)
- The Sulva Bay Landing (1964)
- The Facts of the Case Concerning the Hargrave Automatic Navigator for Aircraft (1969)

In deutscher Sprache erschienen sind:
- Das Totem spricht. Der Weiße Ritter Verlag, Berlin 1922
- Stammeserziehung. Der Weiße Ritter Verlag, Berlin 1923
- Die Kunst Einsamkeit: Waldläufertum. Der Weiße Ritter Verlag, Berlin 1924
- Kibbo Kift: die Waldverwandtschaft. Reprint. Deutscher Spurbuchverlag, Baunach 1993. ISBN 3-88778-185-6
- Das Wigwambuch. Reprint. Deutscher Spurbuchverlag, Baunach 1993. ISBN 3-88778-186-4